# 日高線運輸営業所
日高線運輸営業所（ひだかせんうんゆえいぎょうしょ）は、北海道旅客鉄道（JR北海道）の組織であり、日高本線を管理する部署である。運転士・車両（気動車）も所属している。事務所は北海道苫小牧市の苫小牧駅構内にある。所属略号は「日」。

## 概要
それまで日高本線の運営は本社鉄道事業本部直轄により行なわれ、経営改善のモデル線区として新型車両の導入やワンマン化などを行なってきたが、地域に密着した弾力的かつ機能的な運営を行なうために、本社からダイヤ設定、施設の保守、予算の執行などについて権限を委譲するために設立されたものである。これはJR北海道では初の試みとなった。この試みはJR北海道内の分割・民営化であるとも言え、地元新聞社は「沿線ではぎりぎりまで説明がなかったのはおかしいと不安が広がっており、廃線への第一歩ではないか」などと批判的に報じた。
本営業所の特徴は、鉄道とバスの一貫輸送を実現すべく、自動車部門の現業機関である様似自動車営業所も傘下に組み込んだことであったが、ジェイ・アール北海道バスへの分社化により直轄組織から外れている。
本営業所は2010年（平成22年度）まで同社の「安全管理規定」の体制図に記載されていたが、翌年からは記載されなくなった。以後、JR北海道ホームページに本営業所の記載は一切見受けられない。なお、沿線自治体が作成する「国民保護計画」には、現在も一部自治体において本営業所の記載が見られる。

### 組織
- 鵡川駅
工務関係社員のみ配置。
- 静内駅
- 浦河駅
- 様似自動車営業所
日勝線の運行を担当する自動車営業所。発足から2000年（平成12年）3月31日までは本営業所の直轄事業所であった。

### 運転士乗務範囲
- 日高本線（苫小牧 - 鵡川間）

#### 過去の所属車
- キハ130形気動車
  - 発足以降、11両が所属していたが、2002年までに全車が廃車となった。
- キハ160形気動車
  - 1999年から1両が所属していたが、2008年に苫小牧運転所へ転属された。

## 歴史
- 1990年（平成2年）7月1日：発足[1]。
- 2000年（平成12年）4月1日：ジェイ・アール北海道バスへの分社化により、様似自動車営業所が直轄組織から外れる。
- 2006年（平成18年）9月1日：鵡川駅無人化。
- 2021年（令和3年）4月1日：鵡川駅 - 様似駅間 (116.0 km) の運輸営業を廃止[6][7]。